# 카토 하루히코
카토 하루히코(加藤晴彦, 1975년 5월 13일 ~ )는 일본 아이치현 나고야시 출신의 일본의 남자배우다.

## 개요
- 소속사는 롱 브릿지(LONG BLIDGE), 데뷔작은 중학교 시절 촬영한 NHK의 드라마 《중학생 일기》.
- 추성훈의 절친한 친구 사이다.

## 수상
- 1993년 제 6회 쥬논수퍼보이 심사위원 특별상 수상
- 2000년 에란도르 신인상

## 작품

### 드라마
- 2003년 : 보물성(トレジャー・プラネット,디즈니)- 짐 호킨스(더빙)
- 2003년 : 형사★이치로(刑事★イチロ-, TBS)
- 2002년 : 성형미인(整形美人, 후지)
- 2001년 : 사오토메 타이푼(早乙女タイフ-ン, TV아사히)
- 2001년 : 러브스토리(Love Story, TBS)
- 2001년 : 학교괴담 귀신스페셜(學校の怪談 物の怪スペシャル, KTV)
- 2000년 : 어나더헤븐(アナザヘヴン, ANB)
- 1999년 : 둘이서 탱고를(ふたりでタンゴを, NHK)
- 1999년 : 그녀들의 시대(彼女たちの時代, 후지)
- 1999년 : 로맨스(ロマンス, NTV)
- 1999년 : 오버타임(Ovew Time, 후지)
- 1999년 : 가가백만석(加賀百万石, NHK)
- 1998년 : 신이시여, 조금만 더 (神樣もう少しだけ, 후지)
- 1998년 : 취직(ご就職, NHK)
- 1998년 : Y씨의 이웃, 나의 신(Ｙ氏の隣人：僕の神樣, TBS)
- 1997년 : 친구의 연인(友達の戀人, TBS)
- 1997년 : 연애방정식의 해법(戀愛方程式の解き方, 후지)
- 1996년 : 어둠의 버블아이(闇のパ-プルアイ, ANB)
- 1996년 : 목요괴담 마법의 기분(木曜の怪談：魔法のキモチ, 후지)
- 1995년 : 도쿄섹스(東京ＳＥＸ, 후지)
- 1995년 : 달릴까!(走らんか!, NHK)
- 1995년 : 체인지(チェンジ, ANB)
- 1995년 : 고달픈 봄(せつない春, TX)
- 1995년 : 우리들의 은행강도(俺たちの銀行強盜, ANB)
- 1994년 : 반숙란(半熟卵, 후지)
- 1994년 : 아리요사라바(アリよさらば, TBS)

### 영화
- 2001년 : 회로(回路)
- 2000년 : 달(月)
- 2000년 : 참치의 꼬리(まぐろのしっぽ)
- 2000년 : 어나더 헤븐(アナザヘヴン)
- 1998년 : 천국에서 버려진 밤(天使に見捨てられた夜)
- 1996년 : 미도리(MIDORI)
- 1995년 : 스모모모모모(すももももも)
- 1993년 : 오늘부터 나는(今日から俺は)